# 薩克薩馬爾卡區
13°56′34″S 74°18′45″W / 13.9429°S 74.3126°W
薩克薩馬爾卡區（西班牙語：Distrito de Sacsamarca），是秘魯的一個區，位於該國中南部阿亞庫喬大區的萬卡桑科斯省，始建於1961年11月11日，面積673平方公里，海拔高度3,470米，2005年人口2,118，人口密度每平方公里3.1人。